# Berkaer Straße (Weimar)

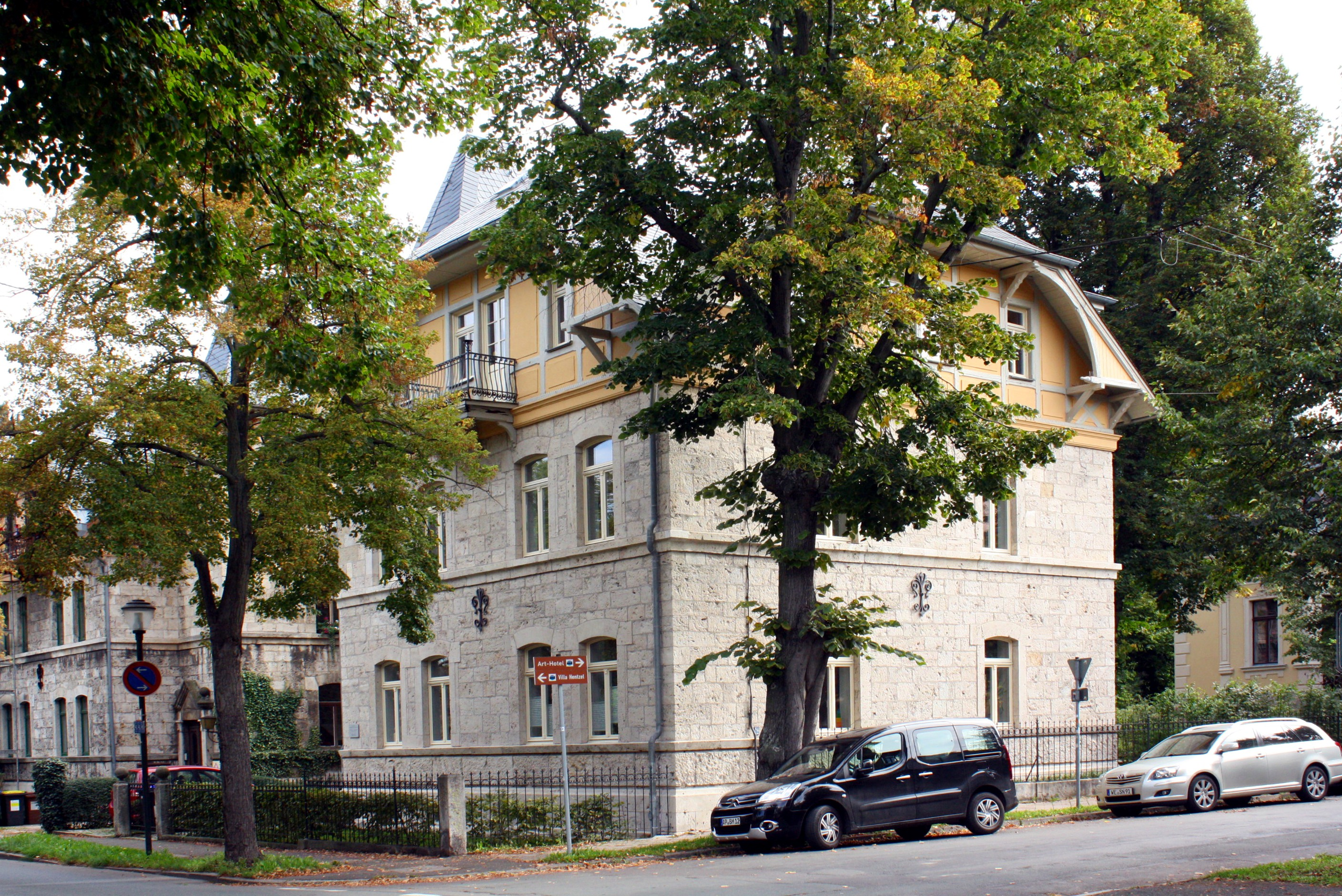
Berkaer Straße 17

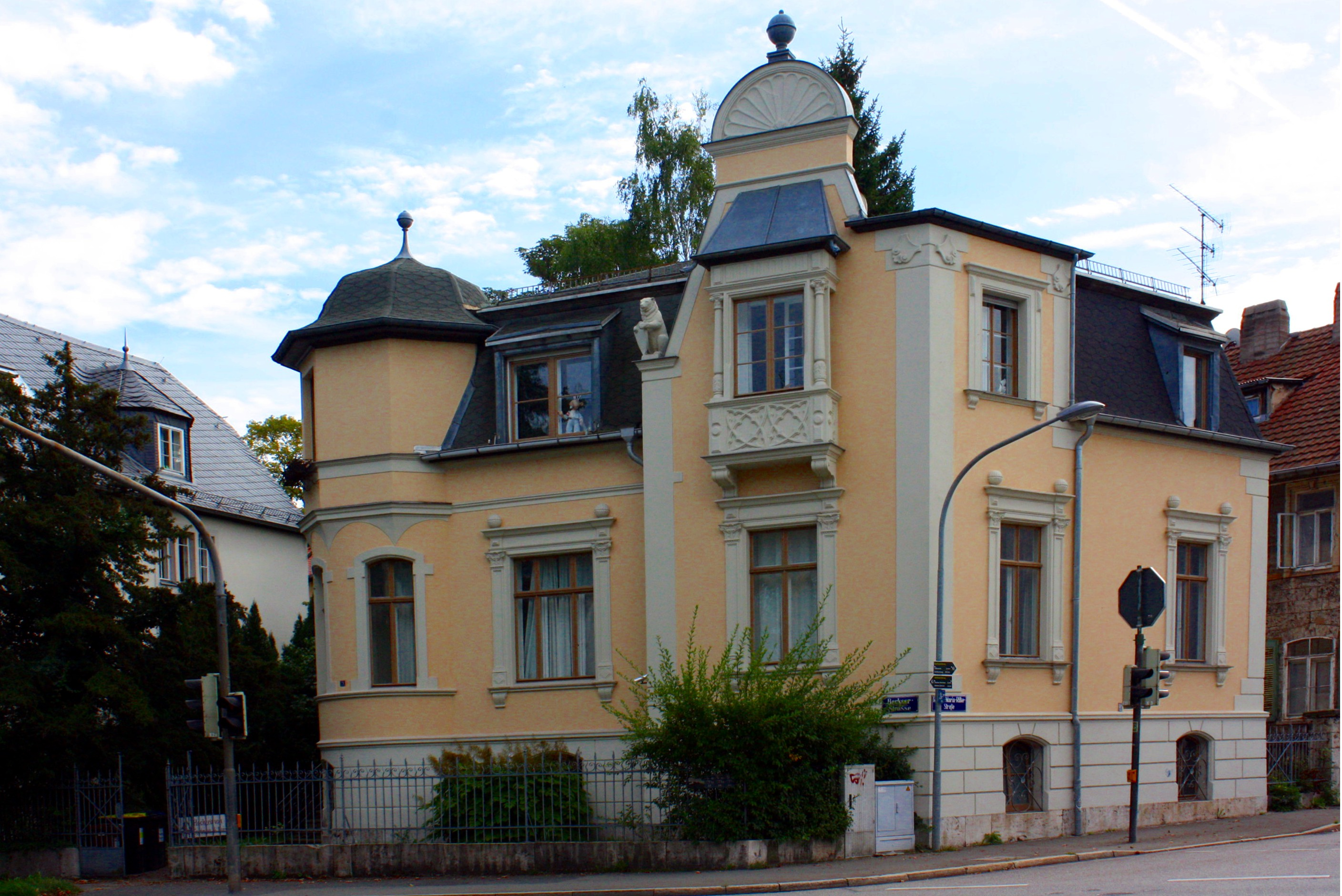
Berkaer Straße 21

Die Berkaer Straße in der Südstadt von Weimar reicht von der Kreuzung Belvederer Allee über die Rudolf-Breitscheid-Straße/Rainer-Maria-Rilke-Straße bzw. Karl-Haußknecht-Straße, die Bauhausstraße 18 mit dem Haus Bauhausstraße, bis nach Gelmeroda, wo sie am Kreuzungspunkt Alte Chaussee als Rudolstädter Straße in Richtung Legefeld weitergeht. Zuvor trifft die Humboldtstraße auf diesen. Sie wurde am 4. Mai 1945 wieder nach dem in südlicher Richtung liegenden Ort Bad Berka benannt und ist eine wichtige Ausfallstraße von Weimar sowie für die umliegenden Ortschaften eine wichtige Zufahrtsstraße nach Weimar. Sie hieß vorher von 1896 bis 1929 Berker Chaussee, von 1929 bis 1945 Admiral-Scheer-Straße, benannt nach Admiral Reinhard Scheer.
Unweit der Berkaer Straße in Gelmeroda steht die Dorfkirche Gelmeroda, die auf Lionel Feiningers Wirken enorme Auswirkungen hatte. Diese ist als Einzeldenkmal geschützt. Außerdem stehen eine Reihe von Wohnhäusern auf der Liste der Kulturdenkmale in Weimar (Einzeldenkmale) wie u. a. das Haus Berkaerstraße 1, das heute u. a. von der Bauhaus-Universität Weimar genutzt wird. Auch das Altenheim Berkaer Straße 2, das ehemalige Albert-Voigt-Stift, ist auf der Liste vertreten. Die Berkaer Straße 11 war letzter Wohnsitz des kaiserlichen deutschen Admirals Reinhard Scheer. Die Berkaer Straße führt auf der östlichen Seite am Historischen Friedhof Weimar vorbei. Schon im Bereich Rudolstädter Straße 7, also bereits etwas außerhalb der Berkaer Straße, befindet sich ein bemerkenswertes Gebäude. Der Architekt Ernst Neufert besaß in Weimar-Gelmeroda das selbstentworfene Haus Neufert von 1929, einen würfelförmiger Bau, der auch als Neufert-Box bezeichnet wird. Für dieses ist die 2001 von der Familie Neufert gegründete Neufert-Stiftung zuständig. Es steht unter Denkmalschutz und daher auf der Liste der Kulturdenkmale in Gelmeroda.
Noch außerhalb von Weimar geht der Lohgraben bzw. Wilde Graben in ein schmales Waldstück, das am Historischen Friedhof oberirdisch endet, jedoch verdolt als Schützengraben in den Park an der Ilm in die Ilm einmündet. Nach diesem ist auch die Straße Zum Wilden Graben benannt, wo sich eine Jugendherberge befindet, die auch denkmalgeschützt ist. Zu erwähnen ist zudem die sog. Alte Falknerei.
Die Berkaer Straße steht auf der Liste der Kulturdenkmale in Weimar (Sachgesamtheiten und Ensembles).

## Häuser in der Berkaer Straße (Auswahl)
- Berkaer Straße 1 (Weimar)
- Berkaer Straße 9 (Weimar)
- Berkaer Straße 11 (Weimar)
- Berkaer Straße 15 (Weimar)
- Berkaer Straße 17 (Weimar)
- Berkaer Straße 19 (Weimar)
- Berkaer Straße 51 (Weimar)

## Varia

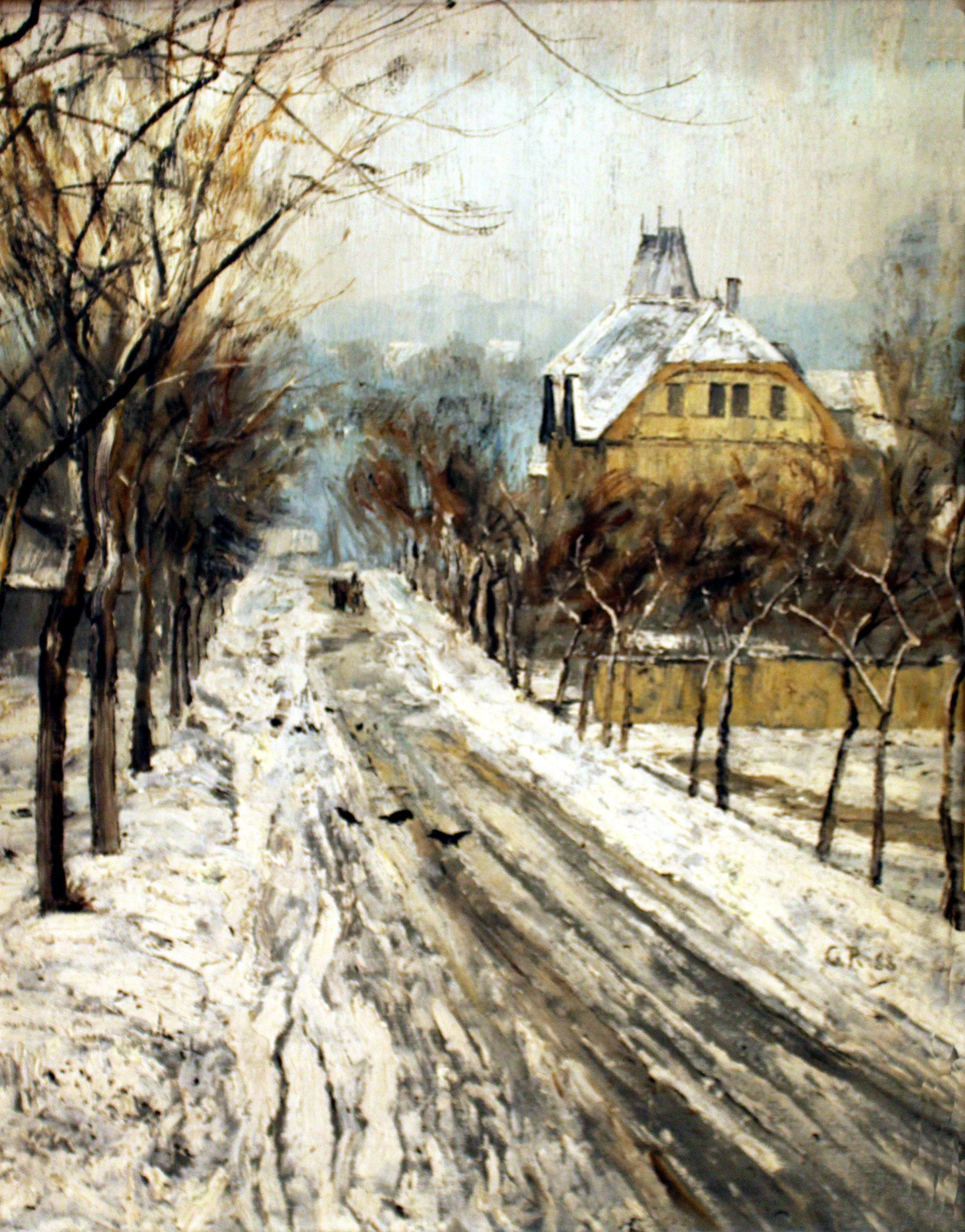
Tauwetter in der Berkaer Straße von Christian Rohlfs

Im Schlossmuseum in Weimar gibt es ein Gemälde des der Weimarer Malerschule zugehörigen Christian Rohlfs, der die Berkaer Straße bei Tauwetter malte.